# 8760 Crex
8760 Crex este un asteroid din centura principală de asteroizi.

## Descriere
8760 Crex este un asteroid din centura principală de asteroizi. A fost descoperit pe 25 martie 1971 la Observatorul Palomar de Cornelis Johannes van Houten, Ingrid van Houten-Groeneveld și Tom Gehrels. Asteroidul prezintă o orbită caracterizată de o semiaxă mare de 3,08 ua, o excentricitate de 0,06 și o înclinație de 1,7° în raport cu ecliptica.